# Gagnefs socken
Gagnefs socken ligger i Dalarna och utgör sedan 1971 en del av Gagnefs kommun, från 2016 inom Gagnefs och Mockfjärds distrikt.
Socknens areal är 418,00 kvadratkilometer, varav 401,10 land. År 2020 fanns här 8 642 invånare. I socknen ligger tätorterna Mockfjärd, Djurås, Bäsna och Sifferbo samt kyrkbyn Gagnef med sockenkyrkan Gagnefs kyrka.  

## Administrativ historik
Gagnefs socken har medeltida ursprung. Gagnef omnämns explicit som en egen socken i samband med en rågångstvist 1386, men finns omnämnd i andra juridiska dokument sedan 1325. Herr Stenarus omnämns som prost i Gagnef 1351. En del, senare tillkomna källor, talar om Gagnef som ursprungligen hörande till Åls socken.
Byn Bäsna överfördes år 1600 från Stora Tuna socken till Gagnef på begäran av byns befolkning. På 1620-talet utbröts Mockfjärds församling som var kapellag under Gagnef till och med den 1 januari 1934, då den blev annexförsamling.
Efter kommunreformen 1862 kvarlåg ansvaret för de kyrkliga frågorna på Gagnefs församling och Mockfjärds församling, medan ansvaret för de borgerliga frågorna övergick till Gagnefs landskommun. Landskommunen uppgick 1971 i Gagnefs kommun efter sammanslagning med Floda landskommun.
1 januari 2016 inrättades distrikten Gagnef och Mockfjärd, med samma omfattning som motsvarande församlingar hade vid årsskiftet 1999/2000.
Socknen har tillhört fögderier, tingslag och domsagor enligt vad som beskrivs i artikeln Dalarna. De indelta soldaterna tillhörde Dalregementet och Gagnefs kompani.

### Socknens indelning i tredingar
Historiskt delades socknen in i tredingar, som ibland oegentligt kallades för fjärdingar. Dessa var Gröntuvs treding, Djurbygge treding och Edstjärna (Östtjärna) treding. I Gröntuvs treding ingick förmodligen byarna i nordöstra delen av socknen och Djurbygge treding bestod av byarna längre västerut längs Västerdalälven, som Norr Mockfjärd, Färmsnäs och Rista. Edstjärna treding bestod av övriga byar i nordvästra delen av socknen. Indelningen i tredingar eller fjärdingar hade bland annat betydelse vid skatteuppbörden och fungerade som en fiskal indelning. Huruvida det under medeltiden funnits ytterligare en fjärding är oklart.

## Namnet
Namnet (1325 gagnæff) kommer från näset med kyrkplatsen. Förleden innehåller gagn, 'gen' som kan syfta på en genväg över näset. Efterleden är näv, 'näbb' syftande på näset.

## Geografi
Gagnefs socken ligger kring Västerdalälvens och Österdalälvens sammanflöde. Socknen har odlingsbygd i älvdalarna och slättbygd i norr med skogsbygd med fäbodar i sydväst.

## Fornlämningar
565 fornlämningar och andra kulturhistoriska lämningar har registrerats i socknen. Enstaka lösfynd från stenåldern är funna, liksom fyra järnåldersgravar.

## Byar och fäbodar

### Byar
- Arvslindan
- Björka
- Björkan (försvunnen by)
- Bodarna
- Bomsarvet
- Borgsheden
- Bröttjärna
- By
- Bäsna
- Djur
- Djurmo
- Djurås
- Ersholen
- Färmsnäs
- Gagnefsbyn
- Gagnefs kyrkby
- Gruvan
- Gråda
- Grånäs (försvunnen by)
- Gräv
- Gröntuv
- Gärde
- Heden
- Hovänget
- Högberget
- Högsveden
- Höjegodset (försvunnen bebyggelse)
- Lindan
- Lindbyn
- Mjälgen
- Moje
- Myrholen
- Nordanbyn
- Nordanholen
- Nordbäck
- Nordåker
- Nysäl
- Näset
- Rista
- Sanda, Norra (försvunnen by)
- Sanda, Södra (försvunnen by)
- Sifferbo
- Skogen
- Stensarvet (försvunnen bebyggelse)
- Svedjan
- Säl
- Tjärna
- Utby
- Västanbäcken
- Västerfors
- Västtjärna
- Ytterbacka
- Åsen (försvunnen by)
- Österfors
- Östtjärna
- Överbacka

### Fäbodar
- Backbodarna
- Bastberget
- Björkbodarna
- Finntorpet (f.d. finntorp)
- Flobergets fäbodar
- Gimbodarna
- Grådbodarna
- Grånsbodarna
- Gräsberget
- Grävenberg
- Grävsbodarna
- Grönvall
- Gästtjärnsberget
- Gästgivarbodarna
- Hålbodarna
- Jan-Olars fäbod
- Kättsarbodarna
- Lindbodarna
- Mörtbodarna
- Nordbäcksbodarna
- Nybodarna
- Prästbodarna
- Skallbodarna
- Solsbodarna
- Stursbodarna
- Stockgropen (f.d. finntorp)
- Svensbodarna
- Säls fäbodar
- Sörbodarna
- Tansbodarna, Södra
- Tansbodarna, Norra
- Tjärnbodarna
- Tryssjöbodarna
- Väckarbodarna
- Västtjärnslindan
- Älgtorpet
- Ösjöbodarna

## Historia

### Fäbodväsendet och boskapsskötseln
Boskapsskötseln var tillsammans med jordbruket huvudnäringarna i socknen. Vid Älvsborgs lösen 1571 upptogs 693 kor, 337 ungnöt, 689 får och 890 getter. Antalet nötkreatur hade nästan femdubblats fram till 1911. Vid denna tid hade socknen 3 247 kor, 523 ungnöt och kalvar, 831 får och 675 getter. Det växande antalet boskap ökade behovet av utvidgade betesmarker och fäbodar. Det fanns tydligt definierade gränser mellan lötesmarker och sockenborna var indelade i särskilda byalag och fäbodlag.
Den första samlade översikten över socknens fäbodar är en förteckning över "Strömme- Sqwaltte- och Bäccke Qvarner, samptt Fääboställen" i Dalarna som upprättades 1663. Förteckningen upptar 26 fäbodar i socknen. I en del byar lötade man på byns marker under hela sommarhalvåret och i andra använde man fäbodar. Arvslindan, Bodarna, Bröttjärna, Bäsna, Moje, Nordåker, Rista, Sifferbo, Söder Björka, Utby och Österby saknade helt fäbodar. Västtjärna och Gruvan ingick förmodligen i Edstjärna under samma tid. För att betesmarkerna skulle räcka för alla hushåll infördes förbud mot hemlöten under hela sommarhalvåret. Förmodligen berörde bestämmelsen inte de byar som saknade egna fäbodar.
Ett par fäbodställen hade tidigare varit skogsfinska boställen, även om den skogsfinska närvaron i Gagnef var mycket begränsad. Torpet Stockgropen såldes på 1660-talet av finnen Mats Jönsson. Ett annat finntorp, Digerberg, tillhörde finnen Daniel Matsson och utdömdes 1674. Senare kom torpet att få namnet Finntorpet.
Storskiftet genomfördes 1811-1818. Socknen hade då 49 byar och 37 fäbodar. Sockenbor som tidigare ägt fäbodrätt till flera fäbodar fick oftast rättighet till enbart en fäbod och de som tidigare saknat fäbodar kunde ges fäbodrätt. Efter storskiftet var det endast Bäsna, Bodarna och Sifferbo i östligaste delen av Gagnef och Björka som saknade egna fäbodar. En del hushåll valde istället att inhysa sina kreatur hos andra, eller ha dem på fäbodar utanför socknen.
Fäbodväsendet nådde sin höjdpunkt kring sekelskiftet 1900, då antalet kreatur var som störst. Under följande decennier stagnerade fäbodbruket och idag finns få levande fäbodar kvar. Bastbergets fäbodar söder om Mockfjärd är öppen för besökare och har varit i bruk under 400 år. Under 1800-talet var Bastberget Skandinaviens största fäbod.
Skogsområdena användes också för tillverkning av träkol och virke som gick till Falu gruva som en del av den skatt bönderna var skyldiga att erlägga.

## Befolkningsutveckling
Tabellen visar folkmängdens förändring 1750-2020 i Gagnefs församling och Mockfjärds kapellförsamling, det vill säga Gagnefs socken. De två församlingarna motsvaras sedan 2016 av distrikten Gagnef och Mockfjärd.
| Befolkningsutvecklingen i Gagnefs socken 1540–2020 | Befolkningsutvecklingen i Gagnefs socken 1540–2020 | Befolkningsutvecklingen i Gagnefs socken 1540–2020 | Befolkningsutvecklingen i Gagnefs socken 1540–2020 | Befolkningsutvecklingen i Gagnefs socken 1540–2020 |
| --- | -------------------------------------------------- | -------------------------------------------------- | -------------------------------------------------- | -------------------------------------------------- |
| |                                                    |                                                    |                                                    |                                                    |
| År |                                                    |                                                    | Folkmängd                                          |                                                    |
| 1540 | 1540                                               |                                                    | 1 000                                              |                                                    |
| 1600 | 1600                                               |                                                    | 1 300                                              |                                                    |
| 1700 | 1700                                               |                                                    | 2 600                                              |                                                    |
| 1750 | 1750                                               |                                                    | 3 945                                              |                                                    |
| 1760 | 1760                                               |                                                    | 4 058                                              |                                                    |
| 1769 | 1769                                               |                                                    | 4 146                                              |                                                    |
| 1780 | 1780                                               |                                                    | 4 234                                              |                                                    |
| 1790 | 1790                                               |                                                    | 4 544                                              |                                                    |
| 1800 | 1800                                               |                                                    | 4 957                                              |                                                    |
| 1810 | 1810                                               |                                                    | 4 712                                              |                                                    |
| 1820 | 1820                                               |                                                    | 4 755                                              |                                                    |
| 1830 | 1830                                               |                                                    | 5 307                                              |                                                    |
| 1840 | 1840                                               |                                                    | 5 598                                              |                                                    |
| 1850 | 1850                                               |                                                    | 6 345                                              |                                                    |
| 1860 | 1860                                               |                                                    | 6 989                                              |                                                    |
| 1870 | 1870                                               |                                                    | 7 390                                              |                                                    |
| 1880 | 1880                                               |                                                    | 7 728                                              |                                                    |
| 1890 | 1890                                               |                                                    | 8 047                                              |                                                    |
| 1900 | 1900                                               |                                                    | 8 152                                              |                                                    |
| 1910 | 1910                                               |                                                    | 8 159                                              |                                                    |
| 1920 | 1920                                               |                                                    | 7 634                                              |                                                    |
| 1930 | 1930                                               |                                                    | 6 532                                              |                                                    |
| 1940 | 1940                                               |                                                    | 5 811                                              |                                                    |
| 1950 | 1950                                               |                                                    | 5 685                                              |                                                    |
| 1960 | 1960                                               |                                                    | 5 907                                              |                                                    |
| 1970 | 1970                                               |                                                    | 6 031                                              |                                                    |
| 1980 | 1980                                               |                                                    | 7 800                                              |                                                    |
| 1990 | 1990                                               |                                                    | 8 496                                              |                                                    |
| 2010 | 2010                                               |                                                    | 8 321                                              |                                                    |
| 2020 | 2020                                               |                                                    | 8 642                                              |                                                    |
| Anm: Källor: Umeå universitet - Tabellverket 1749-1859, Demografiska databasen, CEDAR, Umeå universitet, Befolkning per församling, Folkmängden per distrikt, landskap, landsdel eller riket efter kön. År 2015 - 2021. Uppskattningen av folkmängden före 1750 baseras på Hanspers 1952. |                                                    |                                                    |                                                    |                                                    |

## Folkdräkter
Gagnefs socken har två olika dräkter, Gagnefsdräkten i Gagnefs församling och Mockfjärdsdräkten i Mockfjärds församling.

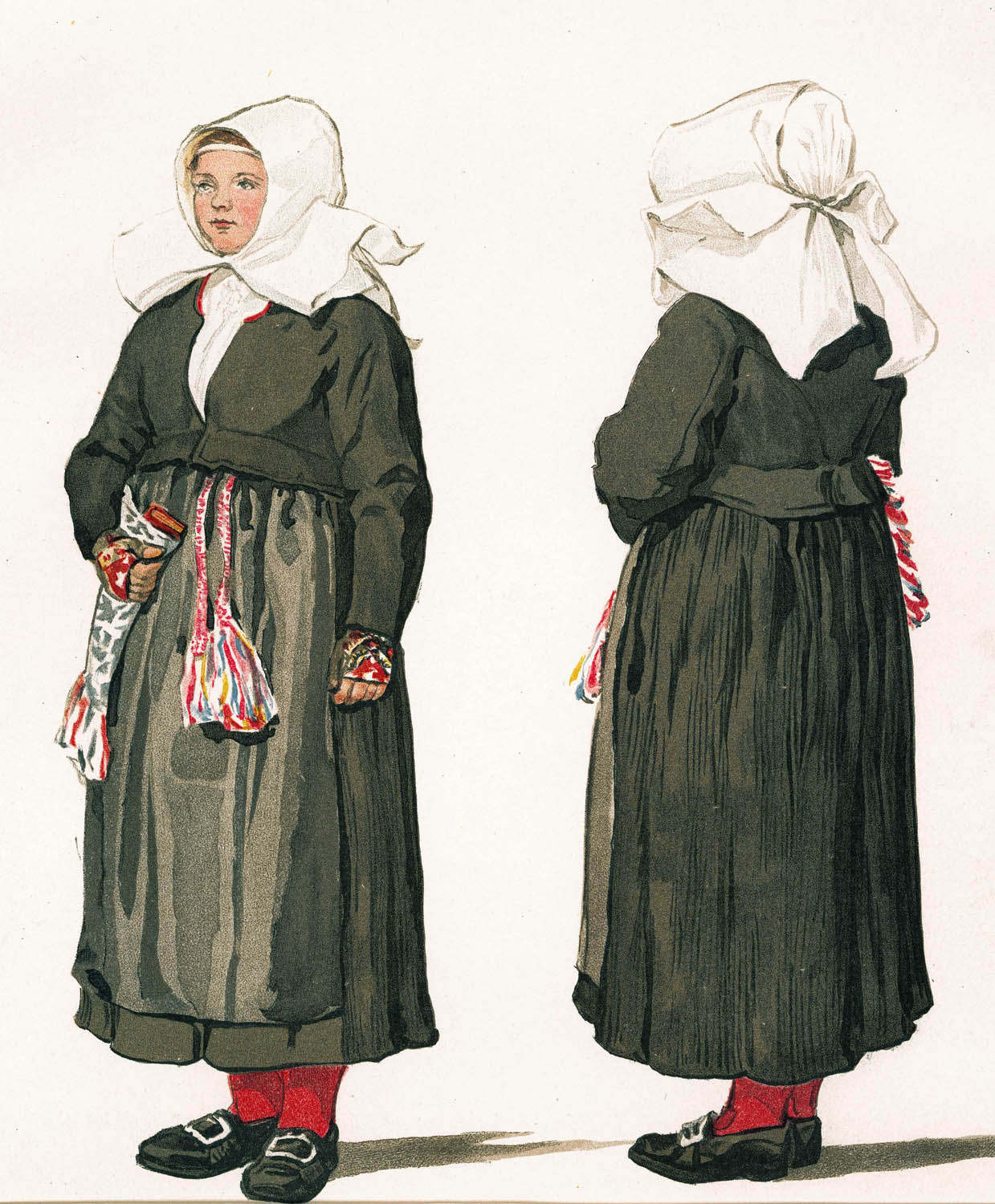
Högtidsdräkt, Gagnefs kvinnodräkt. Illustration av Emelie von Walterstorff, Nordiska museet.
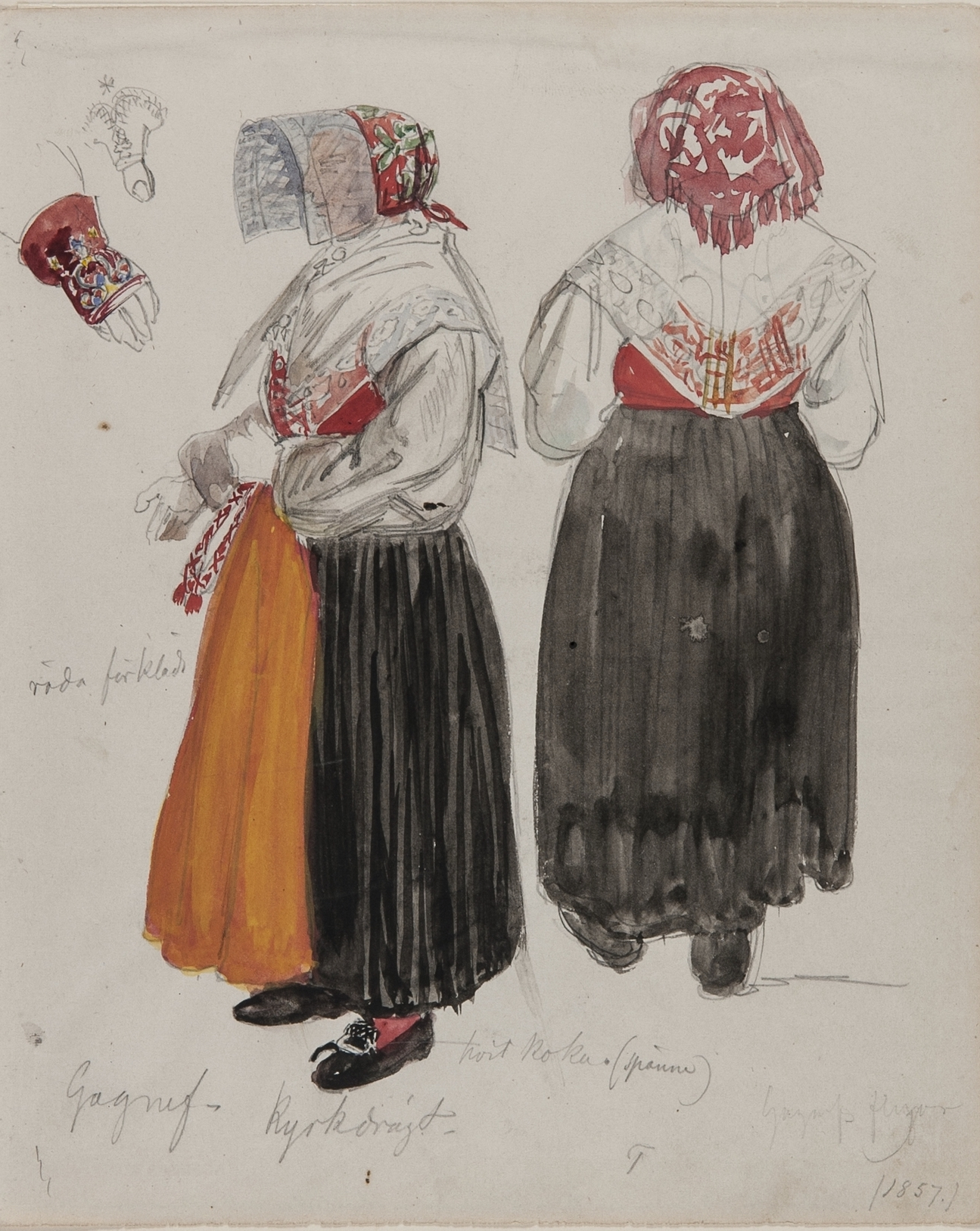
Kyrkodräkt, Gagnefs kvinnodräkt. Illustration av J. W. Wallander 1857.
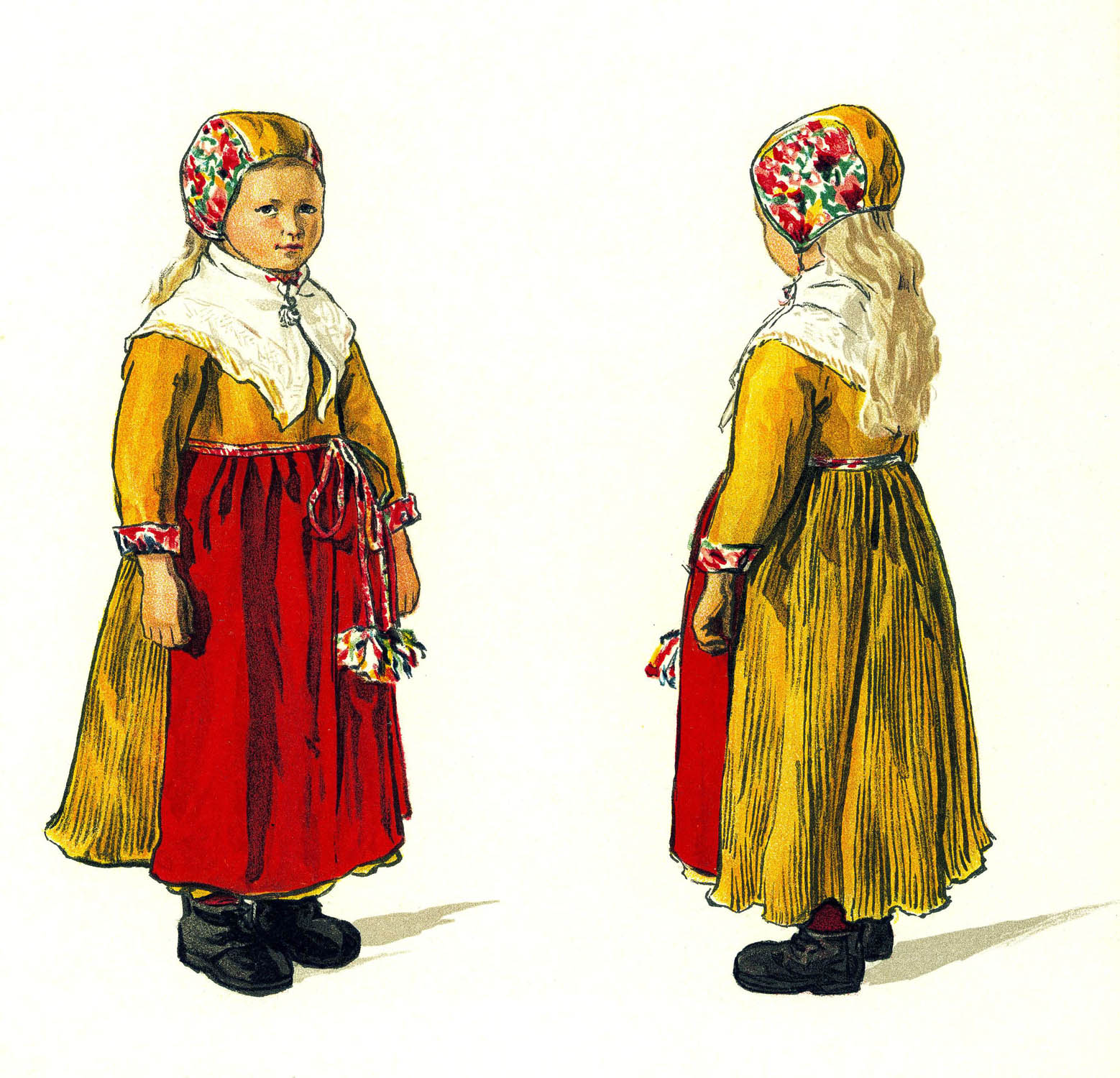
Sommarkolt för småkullor, Gagnefs socken. Illustration av Emelie von Walterstorff, Nordiska museet.
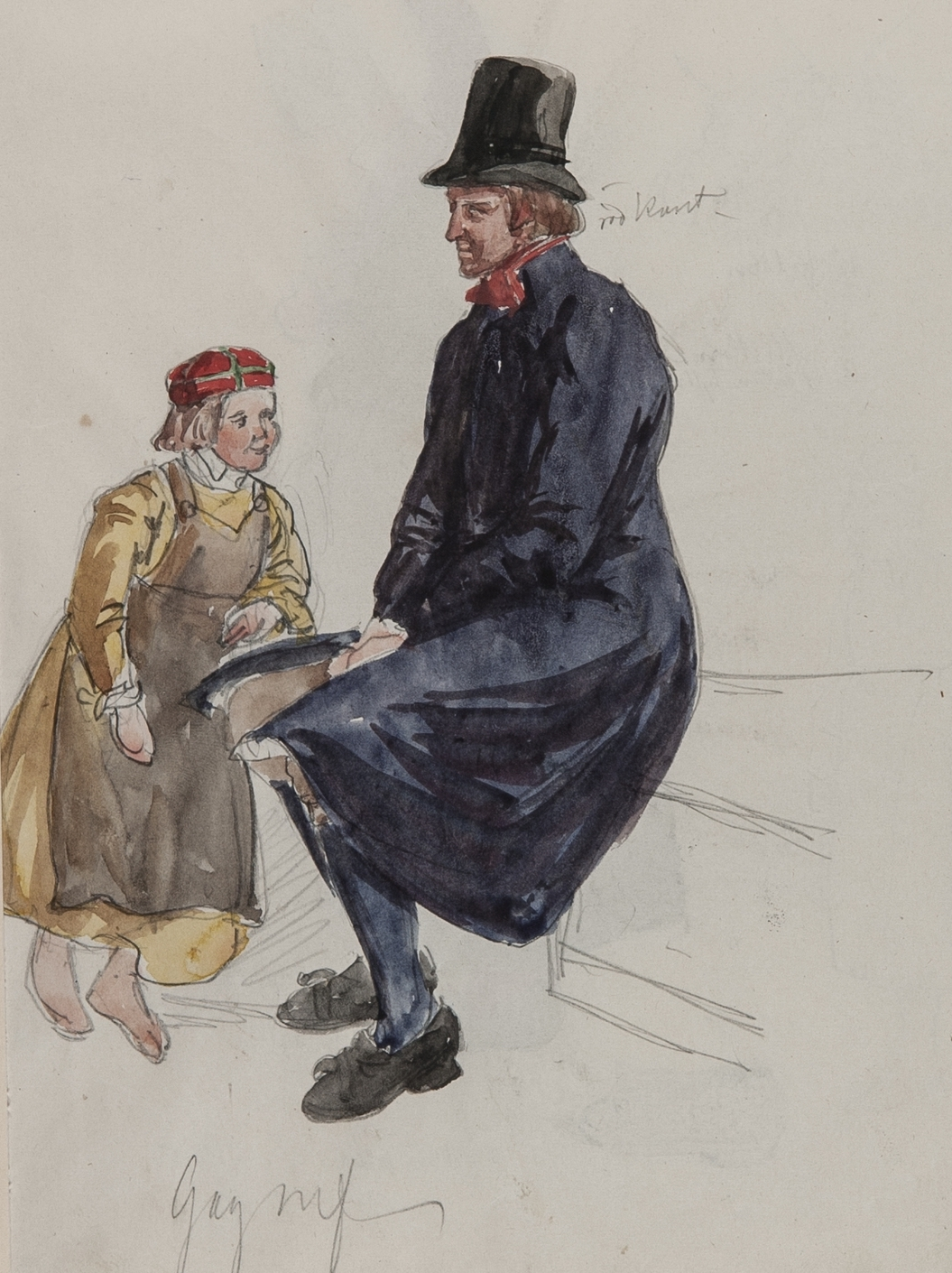
Man och gosse i Gagnefsdräkt. Illustration av J. W. Wallander 1857.
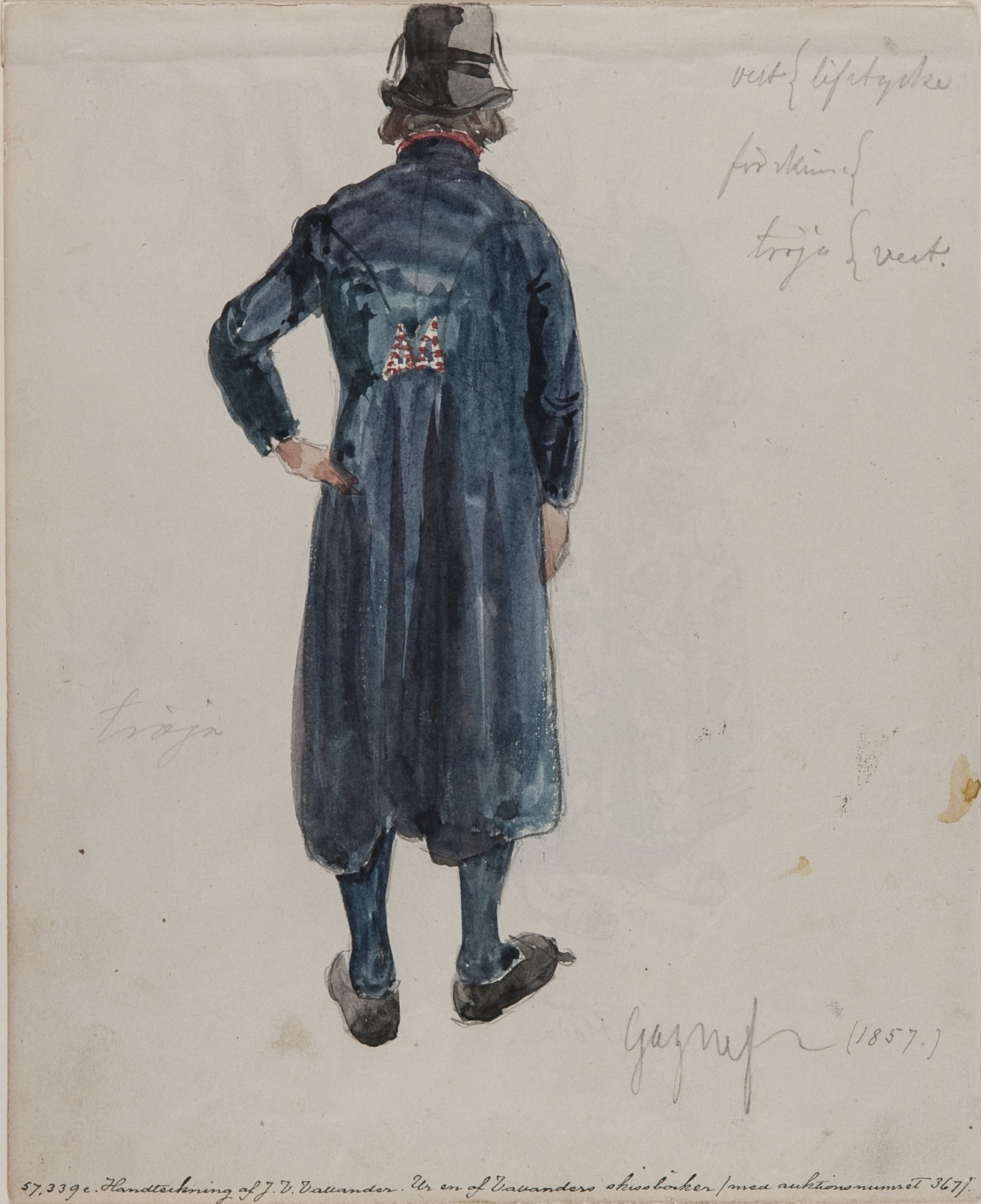
Gagnefs mansdräkt. Illustration av J. W. Wallander 1857.